# Luculia gratissima
Luculia gratissima е вид цъфтящо растение от семейство Брошови (Rubiaceae).

## Разпространение
Това е декоративно растение, което се среща от централните Хималаи до северния Индокитай.

## Етимология
Латинският специфичен епитет gratissima означава „най-приятен“.

## Описание
Luculia gratissima е голям храст или дори малко дърво, което расте до 4 м височина и широчина 1,5 м, със заострени оребрени листа и набрани ароматни бледорозови цветове през есента и зимата. Тъй като не понася температури под 5 °C, изисква отглеждане под стъкло в умерените зони. Въпреки това може да се постави навън на защитено, слънчево място през летните месеци. Вида е получавал Наградата за градински заслуги на Кралското градинарско общество.